# Rockeři
Rockeři (v anglickém originále Airheads) je americký hraný film z roku 1994. Natočil jej režisér Michael Lehmann podle scénáře Riche Wilkese. Pojednává o heavymetalové kapele s názvem The Lone Rangers, jejímiž členy jsou Chazz Darby (kytara a zpěv; Brendan Fraser), Rex (baskytara; Steve Buscemi) a Pip (bicí; Adam Sandler). Dále ve filmu hráli Judd Nelson, David Arquette, Lemmy Kilmister a další. Originální hudbu k filmu složil Carter Burwell a byly v něm použity písně například od kapel White Zombie, The Replacements a Primal Scream.